# 罗曼·帕夫柳琴科
罗曼·阿纳托莱维奇·帕夫柳琴科（1981年12月15日—），俄罗斯已退役足球运动员，司職前鋒。退役前效力俄羅斯職業足球聯賽俱樂部諾金斯克紅旗。

## 俱樂部生涯

### 熱刺
柏夫尤真高於2008年歐洲足球錦標賽中面對荷蘭、西班牙、瑞典等強隊時入了三個進球，成為一時佳話，吸引了不少歐洲大球會注意。
2008年8月30日，熱刺官方宣布，柏夫尤真高正式轉會至熱刺，轉會費1,400萬英鎊，簽約5年。
9月15日首次披上熱刺球衣出戰，9月24日於聯賽盃2-1擊敗一役射入奠勝球兼加盟後首個入球，協助衛冕冠軍的球隊晉級16強。10月初帕夫柳琴科因足踝受傷而休戰三週。10月26日在上任首場比賽主場2-0擊敗首開紀錄，亦是其個人聯賽處子入球，兼協助球隊取得本球季聯賽首捷。11月1日在完場前入球2-1反勝利物浦，11月12日在聯賽盃4-2再勝利物浦時梅開二度。11月23日1-0勝時射入唯一入球，協助熱刺首次脫離榜末三名的降級區域。12月3日聯賽盃對時射入十二碼，2-1擊敗對手順利晉級四強。
2010至2011球季，在對陣伯明翰煞科戰中，柏夫尤真高梅開二度，協助球隊以二比一擊敗對手，也令伯明翰得失球差不及另一支護級球隊狼隊而降班。

## 國家隊生涯
2013年7月24日，帕夫柳琴科宣布從俄羅斯國家足球隊退役。